# Dominante secondaria
La dominante secondaria è un elemento musicale di tipo "armonico" presente in quasi tutti i generi musicali, in particolare modo nella musica colta e nel jazz. Si avvale di un principio per il quale un accordo che non ha funzione di tonica sia temporaneamente investito di tale ruolo. Sono accordi di dominante costruiti su I, II, III, VI e VII grado della scala maggiore. Hanno la funzione di "risolvere" la loro tensione sull'accordo diatonico che si trova una quinta sotto (o quarta sopra). Con molta probabilità quando all'interno di un brano si trova un accordo di dominante non riferibile al quinto grado della tonalità, questo potrebbe svolgere il compito di dominante secondaria.
La funzione di dominante è un concetto essenziale per capire ciò che s'intende per dominante secondaria.
« Dall'osservazione di questa pratica nelle opere dei compositori si può ricavare la seguente regola: qualsiasi grado della scala può essere preceduto dalla propria dominante senza che la tonalità principale ne sia indebolita. ».